# Ноћ вештица убија
Ноћ вештица убија (енгл. Halloween Kills) је амерички слешер хорор филм из 2021, режисера и сценаристе Дејвида Гордона Грина, директан наставак филма Ноћ вештица из 2018. Представља 12. део филмског серијала Ноћ вештица. Џејми Ли Кертис се по шести пут вратила у улогу Лори Строуд, док је Џон Карпентер учествовао у стварању филма као извршни продуцент и композитор.
Поред Лори Строуд, у овом наставку враћају се и бројни ликови из претходних делова. Џуди Грир и Анди Матичек враћају се у улоге Карен и Алисон Нелсон из претходног дела, а Вил Патон у улогу полицајца Френка Хокинса. Лик Мајкла Мајерса поново тумаче Ник Касл и Џејмс Џуд Кортни. Ентони Мајкл Хол је у улози Томија Дојла заменио Пола Рада, који је наведену улогу тумачио у шестом делу серијала. Кајл Ричардс, Чарлс Сиферс и Ненси Стивенс ће се након 43 године враћају у улоге Линдзи Волас, шерифа Лија Бракета и медицинске сестре Марион Чејмберс, које су тумачили у првом делу. Публику је изненадио повратак др Сема Лумиса, једног од најпознатијих ликова из серијала. Како би „оживели” лик који је до 1995. тумачио покојни Доналд Плезенс, продуценти су пронашли два глумца, један који му је веома сличан по изгледу и други који има сличан глас и начин говора. Реакције на сцене у којима се појављује др Лумис биле су веома позитивне.
Велики успех који је постигао 11. филм франшизе, наговестио је да ће серијал добити још наставака. Дана 19. јула 2019. године, компанија Јуниверсал пикчерс је поставила званично обавештење да ће филмски серијал Ноћ вештица, добити не један, већ још 2 наставка у предстојеће две године.
Овим наставком филмски серијал Ноћ вештица се изједначио по броју филмова са Петком тринаестим, а наредним филмом ће га и престићи и тако постати хорор серијал са највише филмова. Осим тога Ноћ вештица је постао један од најдужих филмских серијала када се у обзир узму и остали жанрови, као и први после Џејмса Бонда који је успео да у 6 различитих узастопних деценија објави бар по један филм.
Премијера је првобитно била заказана за октобар 2020, али је одложена због пандемије ковида 19. Филм је премијерно приказан на 78. Филмском фестивалу у Венецији, док га је продукцијска кућа Јуниверсал пикчерс у биоскопима приказује од 15. октобра 2021. Звог пандемије ковида 19, филм се приказује и на Peacock стриминг сервису.
Филм је добио помешане и претежно позитивне критике. На сајту IMDb тренутно има оцену 6,4. Већ првог дана премијере зарадио је 22,9 милиона долара и тиме заузео убедљиво прво место међу хорор филмовима по заради првог дана, још од почетка пандемије. Надмашио је дотадашње првопласирано Тихо место 2, које је првог дана зарадило 4,8 милиона долара.
Директан наставак, под насловом Ноћ вештица 13: Крај Ноћи вештица, премијерно је приказан у октобру 2022. године.

## Радња
Након догађаја из претходног дела, Камерон Илам, враћајући се кући са журке за Ноћ вештица, проналази рањеног заменика шерифа Френка Хокинса. Он говори да се сматра одговорним што Мајкл Мајерс већ није мртав и присећа се ноћи 31. октобра 1978. године. Непосредно након што га је др Самјуел Лумис упуцао шест пута, Мајкл устаје и одлази у своју стару кућу. Ту напада двојицу полицајаца, од којих је један Хокинс, а други његов колега Пит Макејб. Током обрачуна, Хокинс случајно упуца Макејба и усмрти га, док Мајкл одлази. Испред куће, Мајкла окружује група полицајаца и др Лумис. Један полицајац га је онесвестио, након чега Лумис вади пиштољ с намером да га упуца у главу и тако заврши агонију. Међутим, Хокинс хвата Лумиса за руку како би га спречио и метак на крају заврши у ваздуху. Хокинс касније признаје да никада неће опростити себи што није пустио Лумиса да тада све заврши.
Радња се потом враћа на Ноћ вештица 2018. године. Томи Дојл са мештанима Хадонфилда обележава 40-годишњицу масовног убиства које је починио Мајкл Мајерс у њиховом граду. Поред Томија, присутни су и други људи који су преживели сусрет са Мајклом, међу којима су: Марион Чемберс (медицинска сестра и некадашња помоћница др Лумиса), Линдзи Волас (на ноћ убиства 1978. била је девојчица коју је са Томијем чувала Лори Строуд) и Лони Илам (Камеронов отац). У међувремену, Лори Строуд је, у пратњи своје ћерке Карен и унуке Алисон, пребачена у Хадонфилдску спомен-болницу, где је оперисана због тешких повреда које је задобила у обрачуну с Мајклом. Ватрогасци гасе Лорину кућу и тако, не знајући, спашавају Мајкла из пожара. Он их потом убија и наставља свој крвави пир по Хадонфилду. Томи, Марион, Линдзи и Лони сазнају преко локалних вести да је Мајкл побегао и да је још увек на слободи. Подељени у две групе, они одлазе да упозоре људе да није безбедно бити напољу.
Карен и Алисон сазнају од шерифа Баркера да је Мајкл жив и да је побегао полицији, али Карен одлучује да сакрије ово од Лори која се опоравља након операције. Упркос противљењу своје мајке, Алисон одлази са својим дечком Камероном, да се придружи његовом оцу Лонију и Томију Дојлу у потрази за Мајклом. У другој групи, Линдзи, Мерион и власници бара (Ванеса и Маркус) упозоравају људе да се склоне са улице. Док Линдзи наговара двоје деце да иду кући са игралишта, Мајкл се појављује и напада Марион, Маркуса и Ванесу у колима. Ванеса успева да изађе кроз прозор, док Марион и Маркус остају унутра. Марион вади пиштољ и неколико пута пуца, али маши. Када га коначно нанишани и каже да је „ово за доктора Лумиса”, она схвата да је потрошила све метке и да је пиштољ празан. Мајкл убија и њу и Маркуса, а врло брзо и Ванесу која се вратила да помогне. Линдзи је такође нападнута, али успева да побегне тако што Мајклу накратко скине маску. Томи и Лони је убрзо проналазе и одводе у болницу.
Велики број озлојеђених мештана, међу којима су и чланови породица настрадалих и некадашњи шериф града, Ли Бракет (отац Ени Бракет, настрадале 1978), окупља се у болници, где уз повике „Зло мора умрети вечерас!” започињу лов на Мајкла. У међувремену, Мајкл одлази у своју некадашњу кућу и убија људе који су се ту уселили. У болници, група разјарених људи предвођених Томијем Дојлом почињу да јуре Ленса Товолија, још једног одбеглог пацијента из Смит Гров санаторијума, за кога верују да је Мајкл без маске. Карен схвата да прогањају погрешног човека и безуспешно покушава да га заштити. Када схвати да ће бити линчован и убијен, Ленс покушава да побегне кроз прозор болнице, али погине приликом пада. Ли Брекет проверава леш и саопштава свима да су убили недужног човека. Сви постају очајни што је „Мајкл и од њих направио чудовишта”.
Лори Строуд и Френк Хокинс су истој болничкој соби. Открива се да су некада били у љубавној вези. Хокинс јој признаје да је он спречио др Лумиса да убије Мајкла те ноћи и да је нехотице убио свог колегу. Њих двоје дискутују и о Мајкловом потенцијалном мотиву. Хокинс се присећа да је Мајкл, док је био дете, имао обичај да гледа ноћу кроз прозор собе његове сестре Џудит. Лори се тада запитала да ли је уопште нешто могао да види кроз прозор по мраку или је гледао сопствени одраз. Расправу прекида Карен, која им саопштава да су схватили да Мајкл иде ка својој кући. Пошто Лори због болова не може да иде, Карен полази са Томијем, Бракетом и још неколико мештана у некадашњу кућу Мајерсових. Пре њих тамо стижу Лони, Камерон и Алисон. Лони улази сам у кућу да провери, али пошто се не враћа Камерон и Алисон крећу да га траже. Камерон убрзо проналази леш свог оца након чега се изненада појављује Мајкл и напада га. У помоћ му прискаче Алисон, али је Мајкл баца низ степенице и сломи јој ногу, након чега убија Камерона пред њом. Карен стиже у последњем тренутку да спаси Алисон, убада Мајкла вилама и скида му маску. Он почиње да јури Карен, која га наводи у мрачни део улице где му оставља маску. Испоставља се да су му Карен, Томи, Брекет и група мештана приредили замку. Почињу да га убадају ножевима, туку палицама и пуцају у њега из пиштоља, након чега он пада на земљу наизглед мртав. Пре него што оде код Алисон, Карен узима Мајклов нож и забада му га у леђа.
Док се враћа у кућу Мајерсових, Карен се привиђа дечак у костиму кловна (Мајкл на Ноћ вештица 1963. године) како зури кроз прозор собе на спрату. У међувремену, Мајкл користи прилику да извуче нож који му је Карен забола у леђа и масакрира групу која га је линчовала (укључујући Томија и Бракета). Карен улази у некадашњу Џудитину собу да провери и када стане испред прозора, иза ње се изненада појављује Мајкл који је више пута убоде ножем и тиме убије. У последњој сцени филма, Лори Строуд гледа кроз прозор своје болничке собе, док Мајкл гледа кроз свој.

## Улоге
| Глумац                                                          | Улога                 |
| --------------------------------------------------------------- | --------------------- |
| Џејми Ли Кертис                                                 | Лори Строуд           |
| Ник Касл Џејмс Џуд Кортни                                       | Мајкл Мајерс          |
| Џуди Грир                                                       | Карен Нелсон          |
| Анди Матичек                                                    | Алисон Нелсон         |
| Вил Патон Томас Ман                                             | Френк Хокинс          |
| Том Џоунс млађи Колин Махан (глас) (имитација Доналда Плезенса) | др Самјуел Лумис      |
| Ентони Мајкл Хол                                                | Томи Дојл             |
| Кајл Ричардс                                                    | Линдзи Волас          |
| Ненси Стивенс                                                   | Марион Чејмберс       |
| Чарлс Сиферс                                                    | Ли Бракет             |
| Дилан Арнолд                                                    | Камерон Илам          |
| Роберт Лонгстрит                                                | Лони Илам             |
| Омар Дорси                                                      | шериф Баркер          |
| Кармела Макнил                                                  | Ванеса                |
| Рос Бејкон                                                      | Ленс Товоли           |
| Мајкл Смолвуд                                                   | Маркус                |
| Дива Тајлер                                                     | Сондра                |
| Лени Кларк                                                      | Фил                   |
| Џим Камингс                                                     | Пит Макејб            |
| Скот Макартур                                                   | Велики Џон            |
| Мајкл Макдоналд                                                 | Мали Џон              |
| Сејлем Колинс                                                   | Кирсти                |
| Холи Саперштајн                                                 | Оскарова мајка        |
| Брајан Дуркин                                                   | заменик шерифа Грејам |
| Боб Оденкирк                                                    | Боб Симс              |